# Северная Фрисландия
Се́верная Фри́зия (нем. Nordfriesland, с.-фриз. Nuurdfresklun, н.-нем. Noordfreesland, дат. Nordfrisland) — район в Германии. Центр района — город Хузум. Район входит в землю Шлезвиг-Гольштейн. Занимает площадь 2046,98 км². Население — 166 654 чел. Плотность населения — 81 человек/км².
Официальный код района — 01 0 54.
Район подразделяется на 135 общин.

## Города и общины
(население на 12 декабря 2018 года)
Коммуны районного подчинения
1. Зильт (13 638)
2. Ройссенкёге (316)
3. Тённинг (4986)
4. Фридрихштадт, город (2564)
5. Хузум, город (23 274)

Управления с подчинёнными им коммунами (* — резиденция администрации)
- Управление Айдерштедт (11 420)

1. Вельт (217)
2. Вестерхефер (98)
3. Гардинг*, город (2719)
4. Гротузенког (21)
5. Катариненхерд (181)
6. Кирхшпиль-Гардинг (319)
7. Котценбюлль (209)
8. Нордерфридрикског (53)
9. Ольденсворт (1261)
10. Остерхефер (225)
11. Поппенбюлль (222)
12. Санкт-Петер-Ординг (3960)
13. Татинг (998)
14. Тетенбюлль (619)
15. Тюмлауэр-Ког (107)
16. Фоллервик (211)

- Управление Зюдтондерн (39 747)

1. Ахтруп (1487)
2. Афентофт (463)
3. Босбюлль (222)
4. Брадеруп (663)
5. Брамштедтлунд (210)
6. Вестре (359)
7. Гальмсбюлль (599)
8. Дагебюлль (881)
9. Зюдерлюгум (2356)
10. Карлум (215)
11. Кланксбюлль (995)
12. Кликсбюлль (968)
13. Ладелунд (1370)
14. Лек (7785)
15. Лексгард (48)
16. Нойкирхен (1142)
17. Нибюлль*, город (10 006)
18. Ризум-Линдхольм (3776)
19. Роденес (404)
20. Тиннингштедт (259)
21. Уфузум (376)
22. Фридрих-Вильгельм-Любке-Ког (176)
23. Хольм (80)
24. Хумптруп (725)
25. Шпракебюлль (250)
26. Штадум (984)
27. Штедезанд (882)
28. Эльхёфт (100)
29. Эммельсбюль-Хорсбюлль (876)
30. Энге-Занде (1090)

- Управление Ландшафт-Зильт (4305) (* — Зильт)

1. Веннингштедт-Брадеруп (1442)
2. Кампен (463)
3. Лист (1484)
4. Хёрнум (916)

- Управление Митлерес-Нордфрисланд (20 814)

1. Аренсхёфт (516)
2. Альмдорф (543)
3. Баргум (625)
4. Бомштедт (753)
5. Борделум (1976)
6. Бредштедт*, город (5436)
7. Бреклум (2362)
8. Гольдебек (357)
9. Гольделунд (398)
10. Дрельсдорф (1266)
11. Зённебюлль (291)
12. Йольделунд (723)
13. Колькерхайде (59)
14. Лангенхорн (3242)
15. Лютенхольм (315)
16. Окхольм (301)
17. Фолльштедт (184)
18. Хёгель (462)
19. Штруккум (1005)

- Управление Нордзе-Трене (23 339)

1. Арлеват (333)
2. Виннерт (718)
3. Витбек (770)
4. Вицворт (1046)
5. Виш (105)
6. Воббенбюлль (439)
7. Драге (654)
8. Зет (767)
9. Зимонсберг (823)
10. Зюдермарш (144)
11. Зюдерхёфт (22)
12. Ильфесбюлль (297)
13. Кольденбюттель (907)
14. Мильдштедт* (3801)
15. Нордштранд (2275)
16. Ольдерсбек (730)
17. Ольдеруп (444)
18. Остенфельд (1544)
19. Рамштедт (422)
20. Рантрум (1859)
21. Фрезендельф (94)
22. Хатштедт (2568)
23. Хатштедтермарш (269)
24. Хорштедт (776)
25. Худе (169)
26. Швабштедт (1320)
27. Элизабет-Софиен-Ког (43)

- Управление Пелльворм (1384) (* — Хузум)

1. Грёде (9)
2. Лангенес (140)
3. Пелльворм (1137)
4. Хоге (98)

- Управление Фёр-Амрум (10.554)

1. Алькерзум (392)
2. Боргзум (350)
3. Вик-ауф-Фёр*, город (4174)
4. Витдюн (813)
5. Витзум (49)
6. Вриксум (643)
7. Дунзум (72)
8. Зюдеренде (182)
9. Мидлум (443)
10. Небель (935)
11. Ниблум (582)
12. Нордорф (566)
13. Ольдзум (507)
14. Утерзум (407)
15. Эфенум (439)

- Управление Фиёль (9121)

1. Аренфиёль (521)
2. Аренфиёльфельд (228)
3. Берендорф (556)
4. Бонделум (170)
5. Вестер-Орштедт (1036)
6. Золльвит (274)
7. Имменштедт (633)
8. Лёвенштедт (646)
9. Норштедт (401)
10. Остер-Орштедт (605)
11. Фиёль* (2244)
12. Хазелунд (857)
13. Швезинг (950)